# Ždánice u Bystřice nad Pernštejnem
Ždánice (deutsch Schdanitz, auch Zdanitz) ist eine Gemeinde in Tschechien. Sie liegt drei Kilometer nördlich von Bystřice nad Pernštejnem und gehört zum Okres Žďár nad Sázavou.

## Geographie
Ždánice befindet sich linksseitig über dem Tal der Bystřice in der Quellmulde des Baches Ždánický potok in der Böhmisch-Mährischen Höhe. Östlich liegt die Burgruine Aueršperk und Norden die Talsperre Vír I. Nordöstlich erhebt sich die Přední skála (712 m).
Nachbarorte sind Vítochov und Karasín im Norden, Hrdá Ves und Vír im Nordosten, Jitřenka im Osten, Dvořiště im Südosten, Bystřice nad Pernštejnem und Domanínek im Süden, Domanín im Südwesten sowie Janovičky und Písečné im Nordwesten.

## Geschichte
Erstmals erwähnt wurde der Ort im Jahre 1220, als der Wald U Ždánic als Besitz der Bystřicer Pfarre aufgeführt wurde. Als erste urkundliche Erwähnung des Dorfes wird die lebenslange Überlassung sämtlicher Einnahmen aus Ždánice durch Štěpán von Pernsteins Tochter Zdeslava an die Pfarre in Bystřice im Jahre 1287 angesehen.
Nach der Aufhebung der Patrimonialherrschaften bildete Ždánice ab 1850 eine Gemeinde im Bezirk Neustadtl. 1949 kam die Gemeinde zum Okres Bystřice nad Pernštejnem und 1961 zum Okres Žďár nad Sázavou. 1980 erfolgte die Eingemeindung nach Bystřice nad Pernštejnem. Seit 1992 besteht die Gemeinde Ždánice wieder.

## Ortsgliederung
Für die Gemeinde Ždánice sind keine Ortsteile ausgewiesen.

## Sehenswürdigkeiten
- Burgruine Aueršperk (Auersperg), östlich des Ortes über der Bystřice
- Aussichtsturm an der Přední skála
- Kapelle